# Larapinta Trail

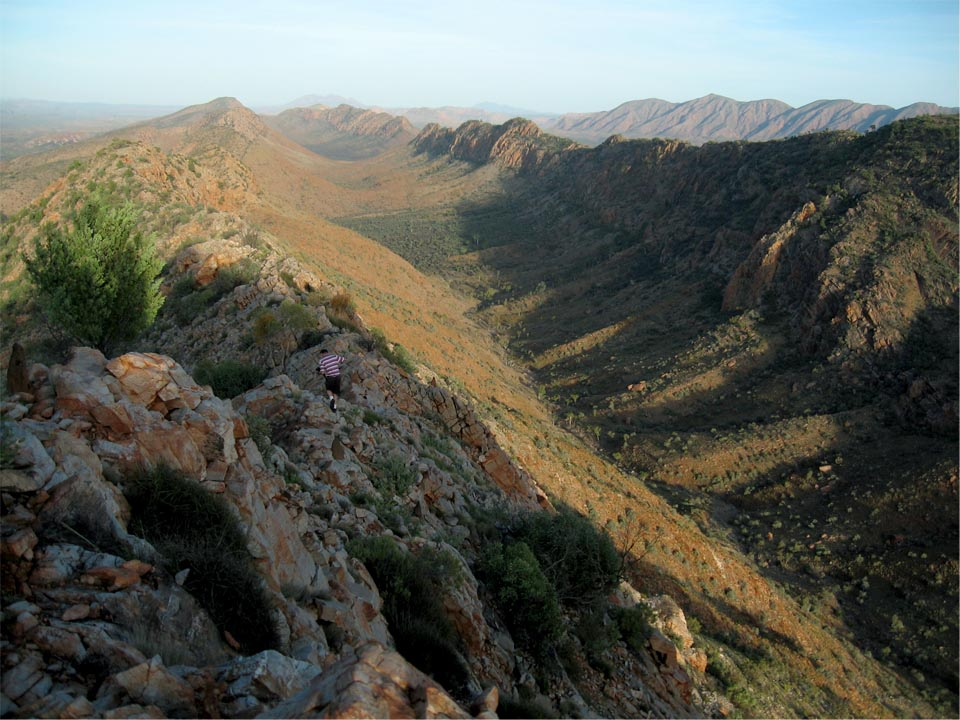
Larapinta Trail

Der Larapinta-Trail ist ein 223 km langer Fernwanderweg in Australien. Er verläuft in zwölf Etappen von Alice Springs westlich durch die MacDonnell Ranges bis zum Mount Sonder, teilweise durch den West-MacDonnell-Nationalpark.